# کورت گوتس
کورت گوتس (آلمانی: Curt Goetz؛ ‏ آلمانی: [kʊʁt ɡœt͡s] ؛ ‏ ۱۷ نوامبر ۱۸۸۸ – ۱۲ سپتامبر ۱۹۶۰) بازیگر، کارگردان فیلم و نویسنده اهل آلمان و سوئیس بود.
وی در دوران خود، یکی از بهترین نویسندگان کمدی به زبان آلمانی محسوب می‌شد.
کورت گوتس خویشاوندی دوری با جرج برنارد شاو داشت و اغلب با وی مقایسه می‌شد.